# Кониашвили, Александр Григорьевич
Александр Григорьевич Кониашвили (груз. ალექსანდრე გრიგოლის ძე კონიაშვილი, пол. Aleksander Koniaszwili, 26 декабря 1873 года, Тифлис — 30 апреля 1951 года, Буэнос-Айрес) — русский, грузинский и польский военнослужащий.

## Биография
Родился в семье офицера Григола Кониашвили. Образование получил в 1-й Тифлисской мужской гимназии и в Тифлисском юнкерском училище. Во время службы в Русской армии был известен как Александр Григорьевич Кониев
В 1913 году — офицер 155-го пехотного Кубинского полка, штабс-капитан. Во время Первой мировой войны воевал на Кавказском фронте, участвовал в операциях под Сарыкамышем и Эрзурумом (первым вошёл в крепость). Награждён орденом св. Георгия. В 1917 году присвоено звание полковник. С 1918 года в Народной гвардии. В октябре 1918 года во время сочинского конфликта он был назначен командующим Сочинским районом и Черноморским гарнизоном. В 1919 году стал генерал-майором.
В начале 1919 года он потерпел поражение в битве с деникинской армией и попал в плен, но вскоре был освобождён. Возглавил тифлисскую милицию. В 1920 году участвовал в подавлении антиправительственного восстания в Цхинвальском регионе.
В 1921 году эмигрировал сначала в Турцию, затем в Польшу. В 1923 году зачислен в Польскую национальную армию. В 1926 году получил звание бригадира и был назначен заместителем командира одной из пехотных дивизий. За свои почти двадцать лет службы в польской армии он получил множество высоких наград. Ушёл с военной службы после оккупации Польши в 1939 году. Сначала он жил в Италии, с 1939 года в Аргентине.
Умер в 1951 году в Буэнос-Айресе, похоронен там же.